# Viktor Kuonen

Viktor Kuonen (ca. 1980)

Viktor Kuonen (* 14. Juli 1931 in Brig; † 7. März 1990 in Samedan; heimatberechtigt in Termen, Ried-Brig und Brig-Glis) war ein Schweizer Forstingenieur und Hochschullehrer.

## Leben
Viktor Kuonen war der Sohn des Landwirts und Viehhändlers Viktor und der Marie, geborene Ischerrig. Er heiratete 1959 Carmen Guntern, Tochter des Postverwalters Leo. Im Jahre 1958 erlangte er das Diplom als Forstingenieur an der ETH Zürich.

## Schaffen
Zwischen 1963 und 1990 war Kuonen als Professor für forstliches Ingenieurwesen an der ETH Zürich tätig. Des Weiteren war er Präsident der Schweizerischen Arbeitsgemeinschaft für forstlichen Strassenbau sowie Herausgeber zahlreicher praxisnaher Merkblätter über den Bau und Unterhalt von Wald- und Güterstrassen. Im Jahre 1983 verfasste er das Lehrbuch Wald- und Güterstrassen. Kuonen wurde 1985 von der Universität Göttingen sowie 1988 von der Universität Thessaloniki mit dem Ehrendoktor ausgezeichnet.

## Werke
- Wald- und Güterstrassen: Planung – Projektierung – Bau. Eigenverlag, Pfaffhausen 1983 (online).